# Mario García Torres
Mario García Torres (* 1975 in Monclova, Coahuila, Mexiko) ist ein mexikanischer Künstler, der zurzeit in Mexiko-Stadt lebt und arbeitet.

## Leben und Arbeiten
García Torres wurde durch seine Kinoerzählungen über die Konzeptkunst der 1960er und 1970er Jahre und deren Künstler bekannt. In seinen Projekten verwendet er verschiedene Medien wie Video, Installationen, Fotografie und Bildhauerei. Ferner setzt er auch verschiedene, heute antiquiert erscheinende, Techniken wie Dia-Projektionen oder 16-mm-Filme ein.

## Soloausstellungen
- 2007: Stedelijk Museum, Amsterdam, Niederlande.
- 2009: CCI Wattis Institute for Contemporary Art, San Francisco, Kalifornien, USA.
- 2009: Fundació Joan Miró, Barcelona, Spanien.
- 2010: Museo Reina Sofia, Madrid, Spanien.
- 2014/2015: Hammer projects: Mario García Torres, Armand Hammer Museum of Art, Los Angeles, Kalifornien, USA.
- 2015: Focus.: Mario Garcia Torres, Modern Art Museum of Fort Worth, Fort Worth, Texas, USA.

## Gemeinschaftsausstellungen
- 2007: 52. Biennale di Venezia, Venedig, Italien.
- 2010: Taipei Biennial, Taipei, Taiwan, Republic of China.
- 2010: 29. Bienal de São Paulo, São Paulo, Brasilien.
- 2012: dOCUMENTA (13), Kassel.
- 2015: Poor Art - Rich Legacy. The Museum of Contemporary Art Oslo, Norwegen.